# Hibiscus sabdariffa
Hibiscus sabdariffa es un hibisco de la familia de las malváceas, originario de África tropical, desde Egipto y Sudán hasta Senegal, aunque, debido a sus propiedades medicinales o a su sabor en infusión, se cultiva en otras regiones con climatología favorable, como el sureste de Asia, Centroamérica y el Caribe. Se la conoce por los nombres comunes de flor de Jamaica, acedera roja de Guinea, rosa de Jamaica, rosa de Abisinia, rosella, en Cuba como agrio de Guinea o aleluya, en Jamaica e islas del caribe anglófono como sorrel y en Panamá como  saril. Es una flor un poco amarga.

## Descripción
Es una planta malvácea anual que puede alcanzar de 1 a 3 metros de altura. Se reproduce por autofecundación. Su flor es de color rojo, de 4 a 5 cm de largo, formada por cinco pétalos y tiene forma cónica, asemejando una pequeña amapola. Se reproduce por semilla. Sus raíces no profundizan mucho. Es una planta muy exigente en cuanto a horas luz (fotoperíodo mayor de 11-12 horas-luz).
En esta especie se distinguen por el porte dos tipos de cultivares: uno de tallos muy ramificados y cáliz suculento; otro de tallos rectos sin ramas, a menudo con espinas, en que se incluyen los cultivares de fibra. Es propia de climas secos subtropicales, montañosos, de matorral espinoso. Las hojas, tri o pentalobuladas, tienen unos 15 cm de longitud, alternas en el tallo, y las flores, de color rojo en la base y más pálido en los extremos, tienen de 8 a 10 cm de diámetro, aunque lo más destacable de la planta es el cáliz, carnoso y de un color rojo intenso, rico en ácido málico.
La flor tiene un elevado contenido de ácidos orgánicos, entre ellos cítrico, málico y tartárico. La infusión de flores de Jamaica es de color rojo vino, debido a su contenido de antocianinas.

## Usos
En un principio, esta planta se cultivaba para obtener la fibra que se extraía de sus duros tallos, utilizada como sustituto del yute utilizado para hacer arpillera.
Más tarde, los cálices de la planta se emplearon como colorante alimentario, sobre todo en Alemania, pero resultan fáciles de encontrar en los mercados de Francia, utilizada por la comunidad senegalesa como flores o jarabe. Las hojas verdes se usan como una especie de espinacas especiadas que los senegaleses añaden a veces al arroz y al plato nacional de su país, el tiéboudienne, de arroz con pescado.

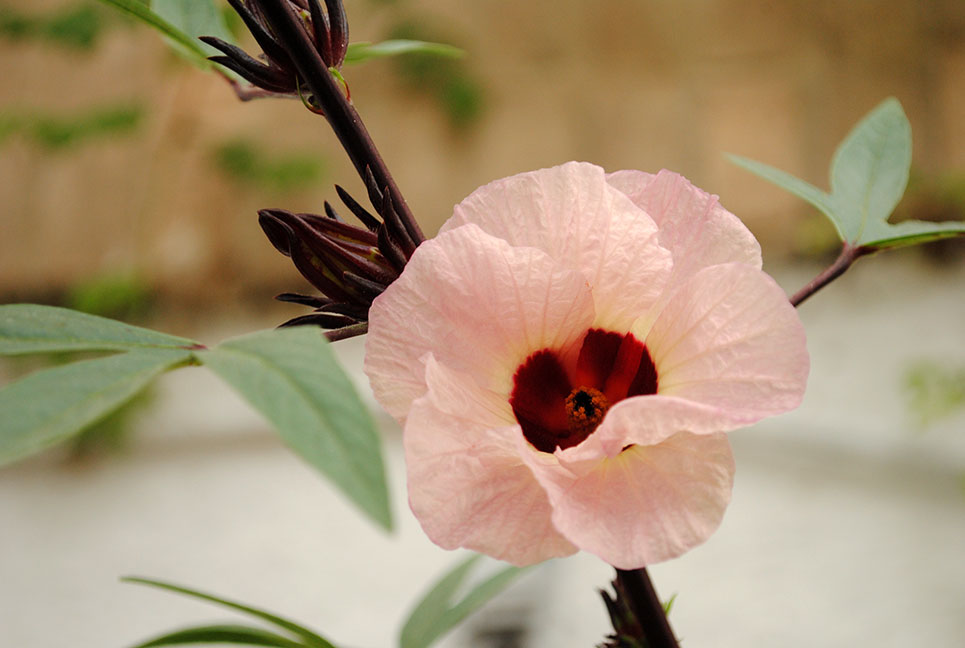
Detalle de la flor o rosa de Jamaica (Hibiscus sabdariffa).

Los cálices se cosechan cuando adquieren un tono semejante al vino, y se dejan secar para usarlos principalmente en la preparación de bebidas refrescantes sin cafeína o mermeladas. Debido a sus características organolépticas, el extracto se utiliza frecuentemente como corrector del sabor de otras bebidas o de medicamentos.
A la rosa de Jamaica se le atribuyen propiedades diuréticas, antihipertensivas, antiparasitarias y ligeramente laxantes. La efectividad de un extracto acuoso de Hibiscus sabdariffa en el tratamiento de la hipertensión arterial de leve a moderada fue confirmada en un estudio clínico, pero en el que participaron sólo 39 pacientes.
El efecto hipotensor de la bebida de agua de Jamaica no pareciera ser atribuible a un posible efecto diurético, el cual no se pudo comprobar en un estudio experimental.
En África (sobre todo en el Sahel) y en países de Oriente Medio como Egipto y Siria se prepara una infusión azucarada denominada carcadé que se vende incluso en la calle. En Senegal y Malí se prepara en forma de bebida, denominada bissap y la cual es considerada una bebida nacional. En el Caribe, esta se prepara a partir del fruto fresco y se toma en Navidad. En Trinidad y Tobago se produce incluso una bebida, denominada Shandy Sorrel, que combina esta infusión con cerveza. En América Central se toma como bebida refrescante o como infusión caliente, y con ella se preparan también mermeladas, dulces, jarabes y otros refrescos. En México es muy popular tomar la infusión fría, como acompañamiento de la comida y se conoce como agua de Jamaica, por su sabor y precio es considerada la bebida más sana en la gastronomía mexicana, donde no solamente es consumida como bebida, sino que también esta flor, después de hervirse, se guisa y se prepara en tortillas (tacos de jamaica), que con un sabor exótico, conquista los paladares más exigentes y es consumido principalmente por las personas que no comen productos animales.  En El Salvador se ha desarrollado un proceso de fermentación en el cual no interviene ningún tipo de tratamiento con insumos químicos, permitiendo la elaboración de un vino basado en la Rosa de Jamaica, cuyo consumo es recomendado para el acompañamiento de carnes rojas, guisos y postres o como bebida alcohólica refrescante en los climas cálidos o ambientes costeros como las playas.
En Panamá, fue introducida por inmigrantes jamaiquinos y se le conoce como saril que proviene de sorrel (el nombre deriva de la voz sahel). Se prepara un refresco que se consume en Navidad haciendo una infusión de cálices de esta planta con jengibre y que es conocido popularmente como "chicha de saril".
En la provincia de Misiones, Argentina, y en Paraguay se la conoce como rosella, y se utiliza para preparar una mermelada, hirviendo los cálices frescos con azúcar. Así también como helados. También en Paraguay es frecuente su consumo, en preparados como mermeladas, jugos y yogures.
| Propiedades terapéuticas              | Mecanismo o efecto |
| ------------------------------------- | --- |
| Anti-hipertensivo                     | a) Inhibición ciclo-oxigenas, b) Vasodilatación ruta óxido nítrico/GMPc o flujo de Ca2+, c) Inhibición de ACE I                                                                                                  |
| Control de hiperlipidemias y obesidad | a) Inhibición de oxidación LDL y arterioesclerosis, b) Reducción del nivel sérico de lípidos (Triacilglicéridos, colesterol y LDL), c) Inhibición en la diferenciación de adipocitos, d) Absorción de colesterol |
| Efecto diurético                      | a) Herbolaria tradicional, b) Tipo electrolítico, c) Uricosúrico |
| Protección contra hepatotoxicidad     | a) Inducida por cadmio y ter-butil hidroperóxido, b) Inducida por paracetamol, c) Lipoperoxidación, d) Inducida por Azatioprina, e) Inducida por tetracloruro de carbono                                         |
| Quimiopreventivo                      | a) Citotoxicidad y apoptosis en células del carcinoma gástrico, b) Inhibición tumores en piel, c) Apoptosis en células leucémicas humanas                                                                        |

## Producción

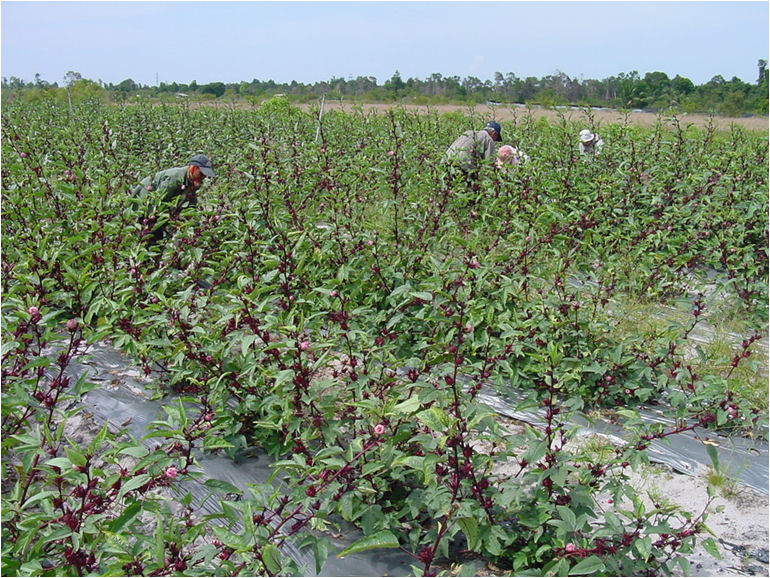
Plantación de Hibiscus en Rhu Tapai, Terengganu

Los mayores productores del mundo son China y Tailandia. La producción es menor en México, Egipto, Senegal, Tanzania, Malí y Jamaica. En el delta del Ganges, en la India, donde se la denomina mesta, se cultiva por las fibras vegetales de su tallo, muy resistentes. En Brasil se cultiva de forma orgánica en la zona de Minas Gerais como Flor dos Hibiscus, donde se han desarrollado gran variedad de productos orgánicos.
Hibiscus sabdariffa es un cultivo relativamente nuevo en Malasia. Se introdujo en los años 1990, y su comercialización fue ascendido en 1993 por el Departamento de Agricultura de Terengganu. Entre los productos derivados de la flor, están la salmuera dulce, la jalea y la mermelada.
En el Caribe colombiano se le conoce como gabeche y su cosecha se da de noviembre a principios de febrero. En el departamento del Atlántico, los pétalos son hervidos en agua y se toma como refresco, fermentados como especie de licor.

## Taxonomía
Hibiscus sabdariffa fue descrita por Carlos Linneo y publicado en Species Plantarum 2: 695–696. 1753.
Sinonimia
- Hibiscus cannabinus Hiern
- Hibiscus masuianus De Wild. & T.Durand (1900)
- Hibiscus palmatilobus Baill. (1885)[10]
- Hibiscus cruentus Bertol.
- Hibiscus fraternus L.
- Sabdariffa rubra Kostel.[9]
- Abelmoschus cruentus (Bertol.) Walp.
- Furcaria sabdariffa Ulbr.
- Hibiscus acetosus Noronha
- Hibiscus gossypifolius Mill.
- Hibiscus sanguineus Griff.[11]

## Galería

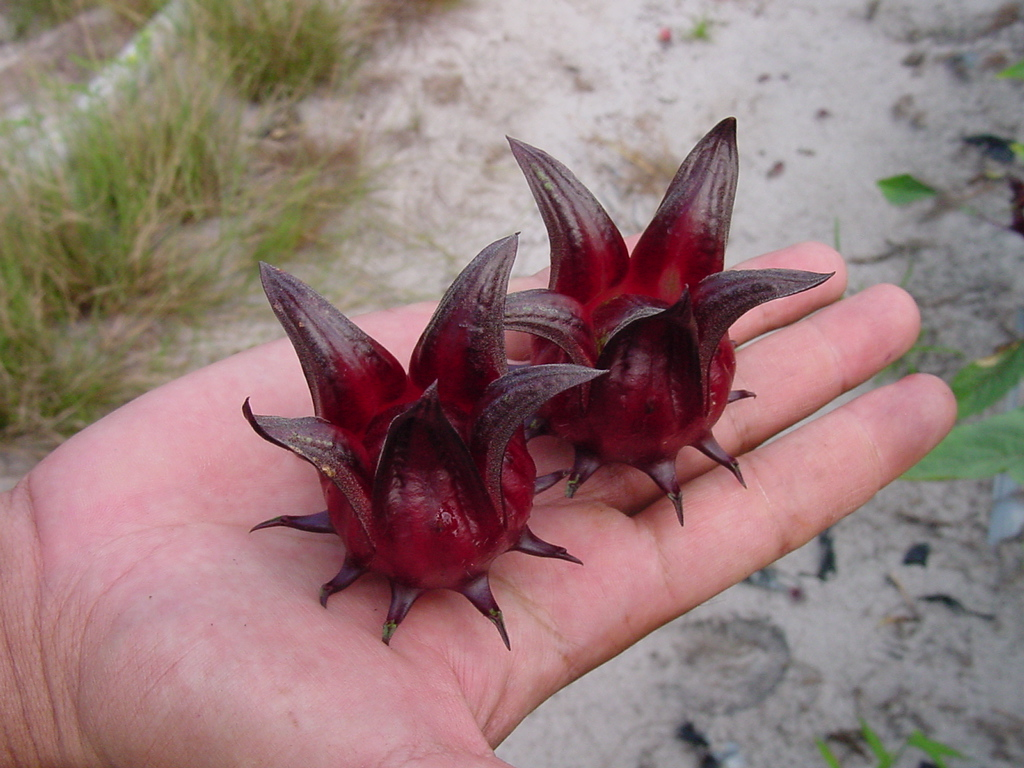
Una variante de Hibiscus plantada en Malasia.
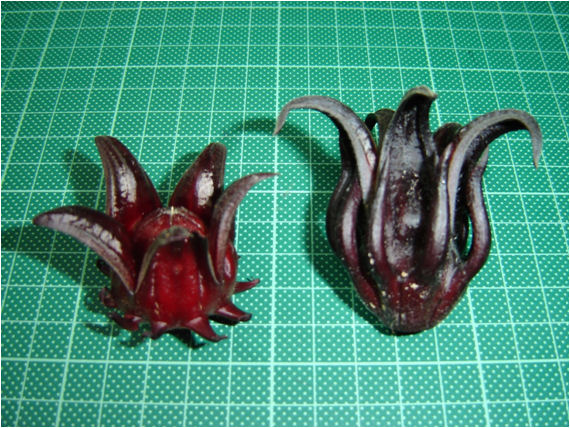
Dos variaciones plantadas en Malasia.
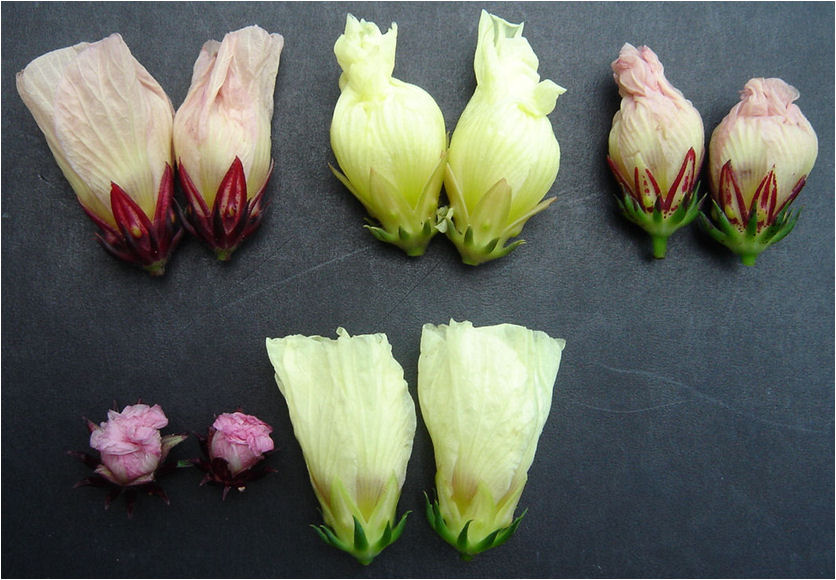
Variaciones en la flor de la Hibiscus.
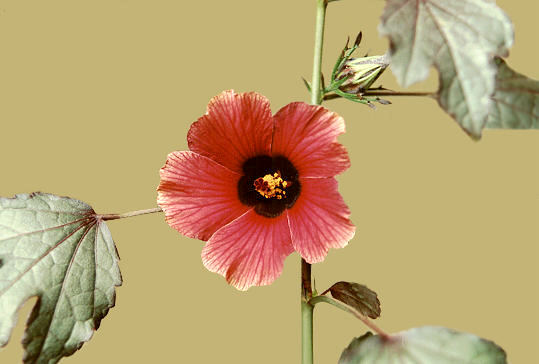
Flor.